# 卡姆揚卡 (文尼察區)
49°26′37″N 28°5′50″E / 49.44361°N 28.09722°E
卡姆揚卡（烏克蘭語：Кам'янка）是位於烏克蘭西南部的村莊，由文尼察州文尼察區的利京市鎮負責管轄。該村面積0.08平方公里，海拔高度281米，2001年人口183，人口密度每平方公里2,376.62人。